# Hans Rau (Politiker, 1916)
Hans Rau (* 23. März 1916 in München; † 24. Januar 1986 in Weilheim in Oberbayern) war ein deutscher Politiker (CSU).
Rau besuchte die Volks- und Realschule, machte die Lehre zum Maler und legte 1938 die Meisterprüfung erfolgreich ab. Daraufhin leistete er seinen Arbeitsdienst ab und war im Militär tätig, ehe er viereinhalb Jahre lang in sowjetischer Kriegsgefangenschaft saß. 1953 übernahm er seinen Malerbetrieb selbstständig. 1952 wurde er in den Weilheimer Stadtrat gewählt, ein Jahr später wurde er dort Fraktionsführer. 1956 wählte man ihn noch in den Kreistag. Von 1958 bis 1974 vertrat er als direkt gewählter Abgeordneter den Stimmkreis Weilheim im Bayerischen Landtag.